# Svarttjärnen (Arbrå socken, Hälsingland)
Svarttjärnen är en sjö i Bollnäs kommun i Hälsingland och ingår i Ljusnans huvudavrinningsområde. Sjön har en area på 0,0536 kvadratkilometer och ligger 151,8 meter över havet.

## Delavrinningsområde
Svarttjärnen ingår i det delavrinningsområde (681473-153365) som SMHI kallar för Utloppet av Växsjön. Medelhöjden är 155 meter över havet och ytan är 32,45 kvadratkilometer. Räknas de 1416 avrinningsområdena uppströms in blir den ackumulerade arean 14 641,01 kvadratkilometer. Avrinningsområdets utflöde Ljusnan mynnar i havet. Avrinningsområdet består mestadels av skog (59 procent) och jordbruk (16 procent). Avrinningsområdet har 2,88 kvadratkilometer vattenytor vilket ger det en sjöprocent på 8,9 procent. Bebyggelsen i området täcker en yta av 0,41 kvadratkilometer eller 1 procent av avrinningsområdet.